# Fort Rapp

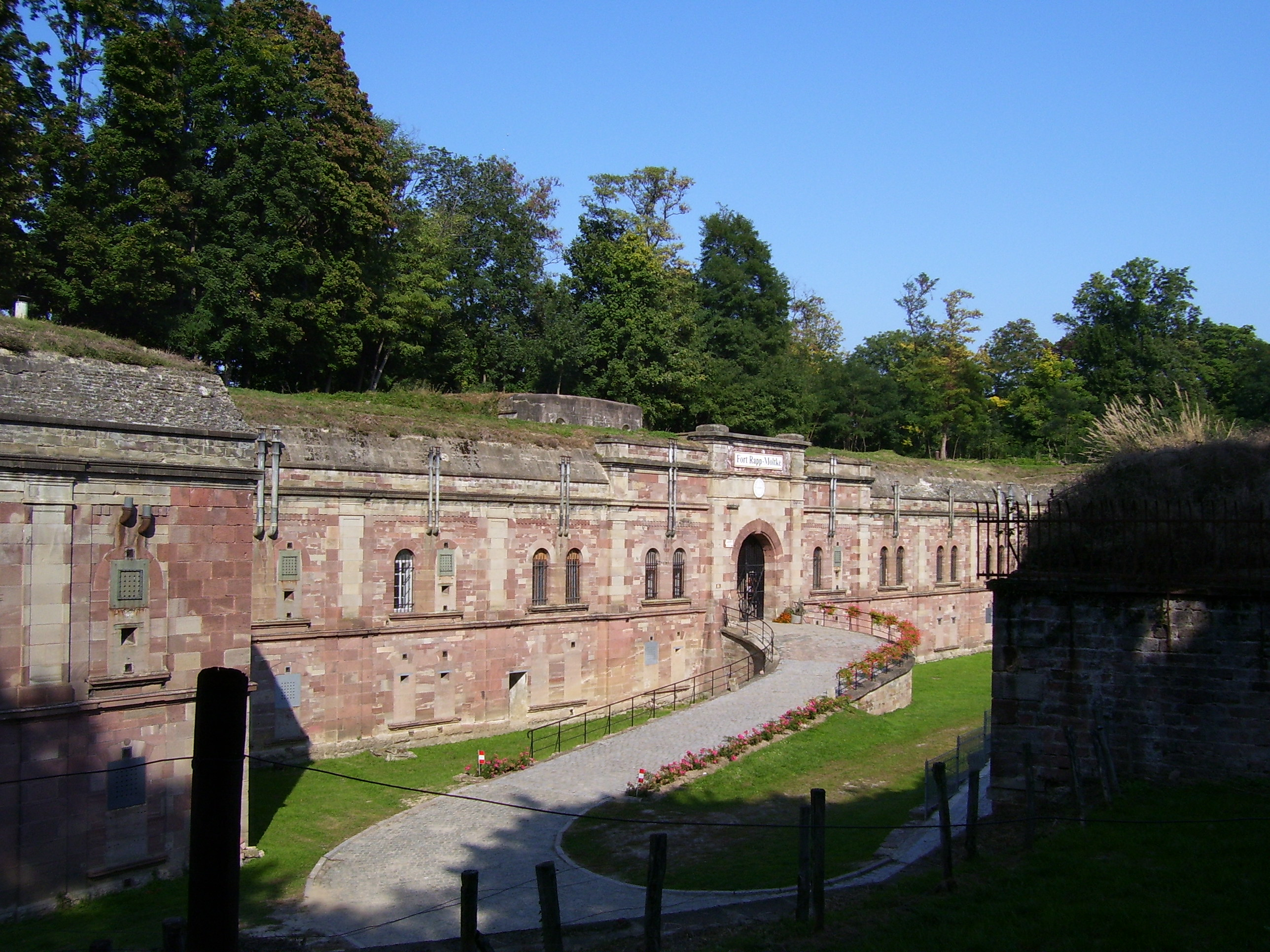
Kehle mit Kehlkaserne

Fort Rapp (ursprünglich: Fort Moltke) war eines der 14 Werke, die von Preußen nach dem Deutsch-Französischen Krieg als Teil des Verteidigungsringes um Straßburg errichtet wurden. Initiator des Baus war Generalfeldmarschall von Moltke. Errichtet wurde das Fort nach dem System Biehler. Es liegt im Süden der Gemeinde Reichstett und etwa sieben Kilometer nördlich des Stadtkerns von Straßburg. Der Zugang kann über die „Rue du Géneral de Gaulle“ erfolgen.
Nach 1918 wurde das Fort von den Franzosen nach dem aus Colmar gebürtigen General Rapp in „Fort Rapp“ umbenannt.
Errichtet wurde das 4,5 Hektar große Fort ab 1872 in der damals üblichen Steinbauweise und am 26. September 1874 in Dienst gestellt. Die französische Feindaufklärung meldete dazu:

« Le fort de Reichstett ( Moltke ) a été inauguré le 26 Septembre 1874 par salves d’artillerie »

„Das Fort Reichstett (Moltke) wurde am 26. September 1874 mit Artilleriesalven in Dienst gestellt“

Es war zur Truppenunterbringung eingerichtet und konnte in seinen etwa 220 Räumen eine Besatzung von 800 Mann aufnehmen. Verantwortlich für die Arbeiten waren die Pionierhauptleute Stephan und Volkmann.
Die Anlage war in keine kriegerische Handlungen verwickelt und ist nahezu unbeschädigt.

## Baubeschreibung
Das Fort bestand aus:
- der Kehlbastion mit Waffenplatz, einem Friedenspulvermagazin und dem Wachhaus (letzteres ebenfalls nur in Friedenszeiten)
- einem umlaufenden, trockenen Graben, der zusätzlich mit Stacheldraht gesichert war
- der zweistöckigen Kehlkaserne mit den Truppenunterkünften und notwendigen Einrichtungen (Toiletten, Waschgelegenheiten, Küche, Bäckerei, Krankenstation und den Einzelzimmern für die Offiziere.) Des Weiteren befand sich hier die Nahverteidigungsanlage für den Kehlgraben und die Kehlgrabenstreichen.
- der Haupttraverse mit Kasematten, darin das Kriegspulvermagazin und das Laboratorium[2]
- den Unterständen für die Reservegeschütze unter den Parapets der Front und der Flanken
- den auf dem Hauptwall freistehenden[3] und durch Traversen gesicherten Geschützen
- ein, die Front überhöhender, gepanzerter Beobachtungsturm
- eine doppelte Kehlgrabenstreiche im ausspringenden Winkel der Contreescarpe
- jeweils links und rechts eine Kaponniere zum Bestreichen des Grabens in den Flanken
- jeweils links und rechts außerhalb des Grabens in Höhe der ausspringenden Winkel zum Kehlgraben die Annexbatterien
- insgesamt acht Gegenminengänge vor der Contreescarpe

## Bewaffnung
Die Artilleriebewaffnung bestand aus 18 Kanonen im Kaliber von 90–150 mm (zeitweise auch Mörser vom Kaliber 210 mm) in Feuerstellung und weiteren 18 Geschützen und Mörsern als Reserve in Unterständen. Zur Grabenabwehr waren Revolverkanonen Hotchkiss 37 mm und 53 mm Schnellfeuerkanonen in den Grabenstreichen und Kehlkoffern installiert.

## Besatzung
Die Besatzung bestand aus 800 Unteroffizieren und Mannschaften und 15 Offizieren. Sie setzte sich zusammen aus: Infanteristen, Pionieren, Artilleristen und Signalisten.

## Kommunikation
Die Fernmeldeverbindung wurde nach außen durch Telegraph, Lichtsignal und später auch per Telefon aufrechterhalten. Im Inneren wurden Sprachrohrsysteme, mechanische Glocken und elektrische Klingeln verwendet.

## Kampfwertsteigerung
Die Entwicklung von panzerbrechenden Granaten führte im Jahre 1885 zu einer massiven Verstärkung des Bauwerks und folgenden Maßnahmen:
- Verlegung der Artillerie in externe Annexbatterien außerhalb des Grabens
- Verstärkung der Gewölbe durch Beton
- Sicherung der Fenster der Kehlkaserne
- Verstärkung der Frontgrabenstreiche und der Kaponnieren, besserer Schutz der Revolverkanonen
- Ausstattung der Contreescarpemauer und des Kehlgrabenbereichs mit einem eisernen Zaun
- Installation von Eisernen Türen vor den Öffnungen
- Erhöhung der Feuerkraft durch zwei zugeführte 150 mm Eisenbahn-Küstengeschütze

## Geschichte

### Erster Weltkrieg
Während des Ersten Weltkrieges diente das Bauwerk als Depot und als Gefangenenlager für russische und italienische Kriegsgefangene.

### Zweiter Weltkrieg
Zu Beginn des Zweiten Weltkrieges wurde das Fort in das System der Maginotlinie eingebunden und vom 226 ème Régiment d’Infanterie (226. Infanterieregiment) aus Straßburg als rückwärtige Versorgungsbasis belegt. Gleichzeitig diente es als Erholungsstelle für die Besatzungstruppen der oberrheinischen Werke der Maginotlinie.
Von 1940 bis 1944 benutzte die deutsche Wehrmacht das Fort als Depot für Munition, Material und Treibstoff. Als Arbeitskräfte wurden polnische Kriegsgefangene eingesetzt. Kurzzeitig ist auch die Anwesenheit des Reichsarbeitsdienstes nachweisbar.

### Nachkriegszeit
1944/45 wurde das Fort von den Truppen der FFI, der 1ère Armée française (1. französischen Armee) und den Amerikanern besetzt.
Von 1946 bis 1968 verwendete die französische Armee das Fort als Munitionsdepot.
Danach aufgelassen und an das Ministère de l’Intérieur – Service de la Protection Civile (Ministerium des Inneren – Abteilung für den Zivilschutz) übergeben. Dann ab 1979 endgültig aufgegeben und der Gemeinde Reichstett als Naherholungsgebiet überlassen.
In den Jahren 1992–93 wurde es von der fondation de l’Association des Amis du Fort Rapp wieder hergerichtet. Im Inneren befindet sich ein kleines Museum. Am 14. April 1996 wurde die Anlage in Anwesenheit der Bürgermeisterin von Straßburg und späteren Kultusministerin Catherine Trautmann für die Öffentlichkeit zugänglich gemacht.
Seit 2002 hat die "Association Patrimoine et Histoire de Reichstett" die Arbeiten zum Erhalt des Forts übernommen. Neben dem Fort können das Museum der "Troupes de Marine" und ein Schulmuseum besichtigt werden.

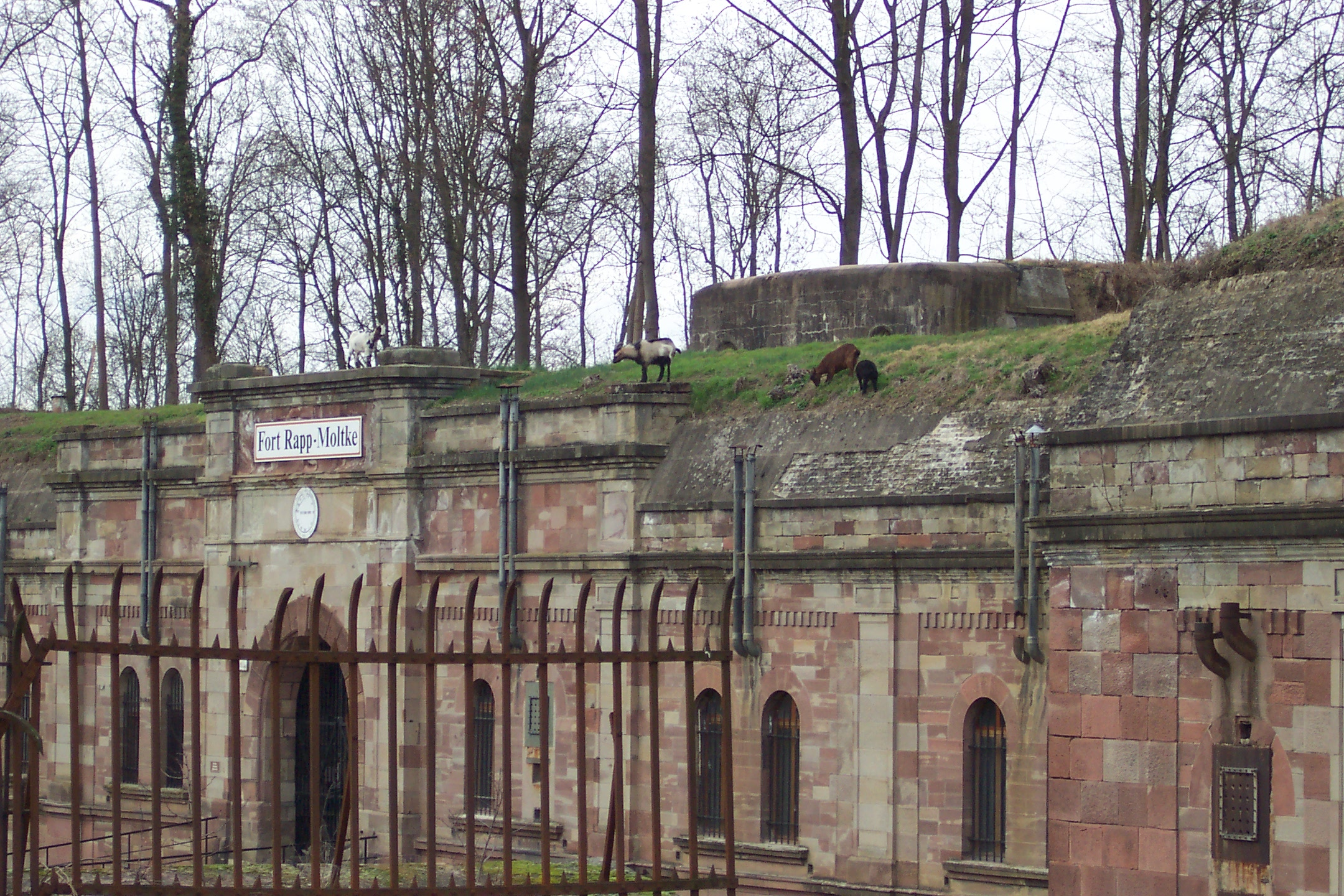
Kehle mit Haupteingang
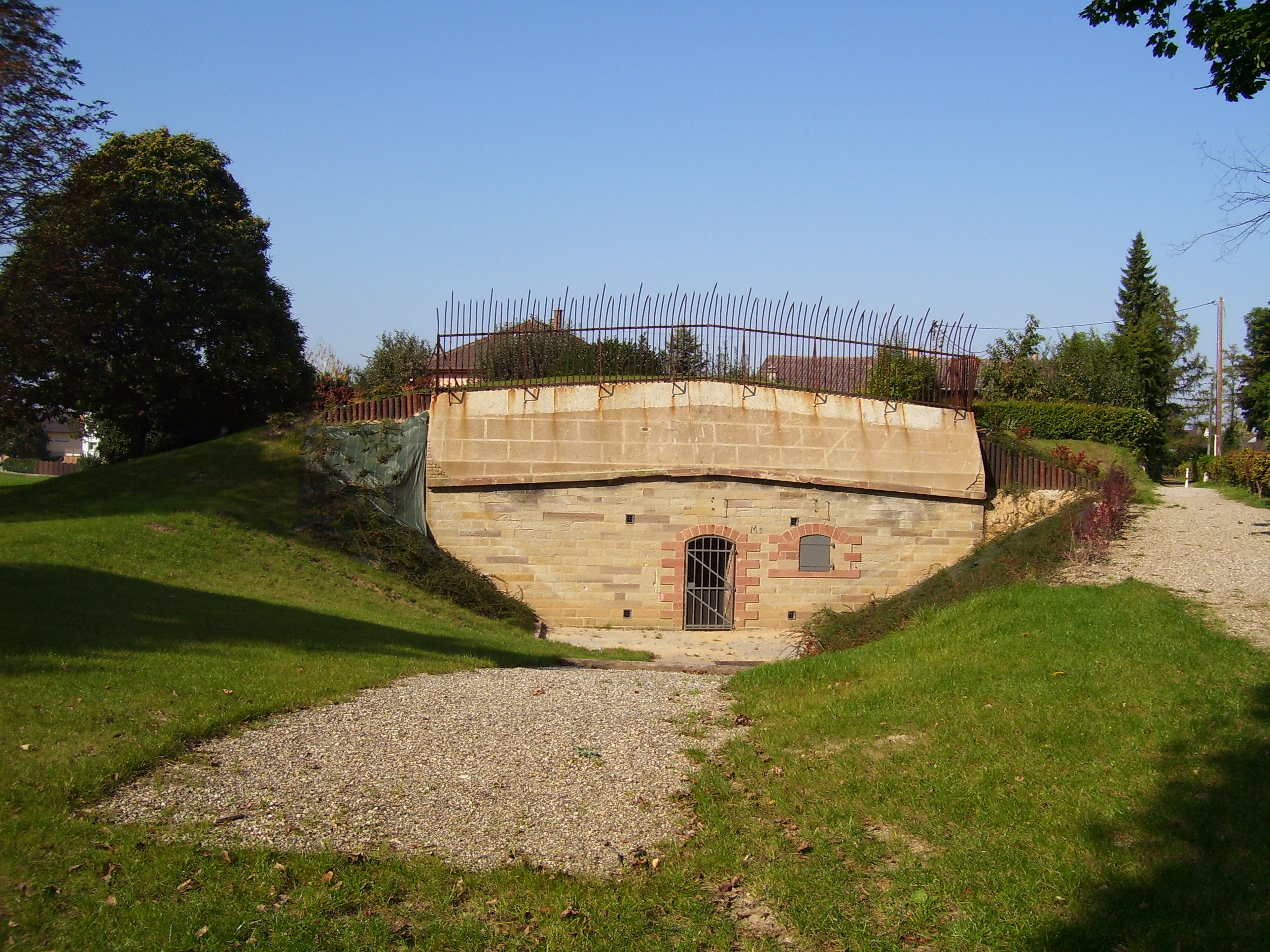
Eingang zur Escarpen-Kapponiere
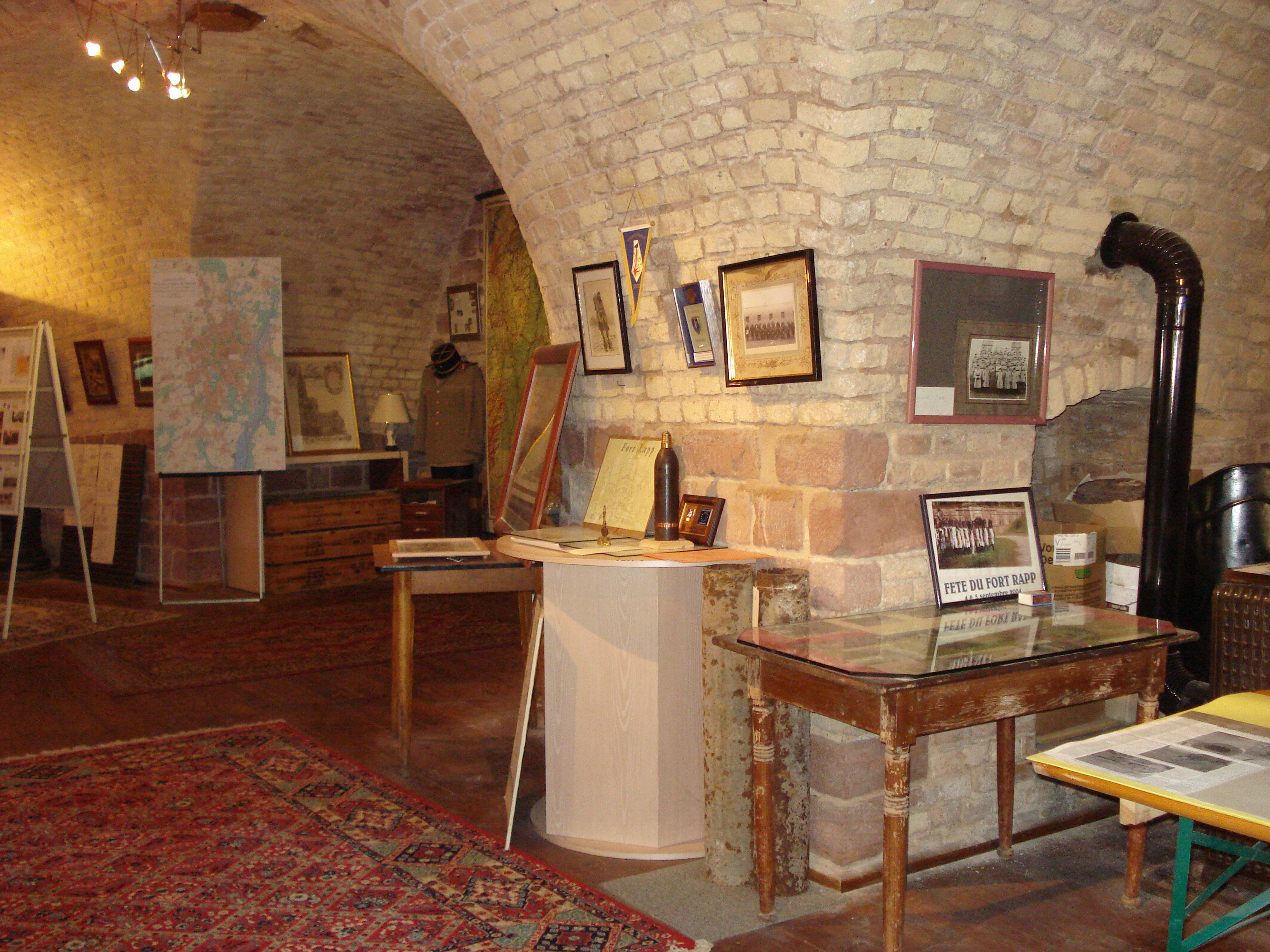
Museum
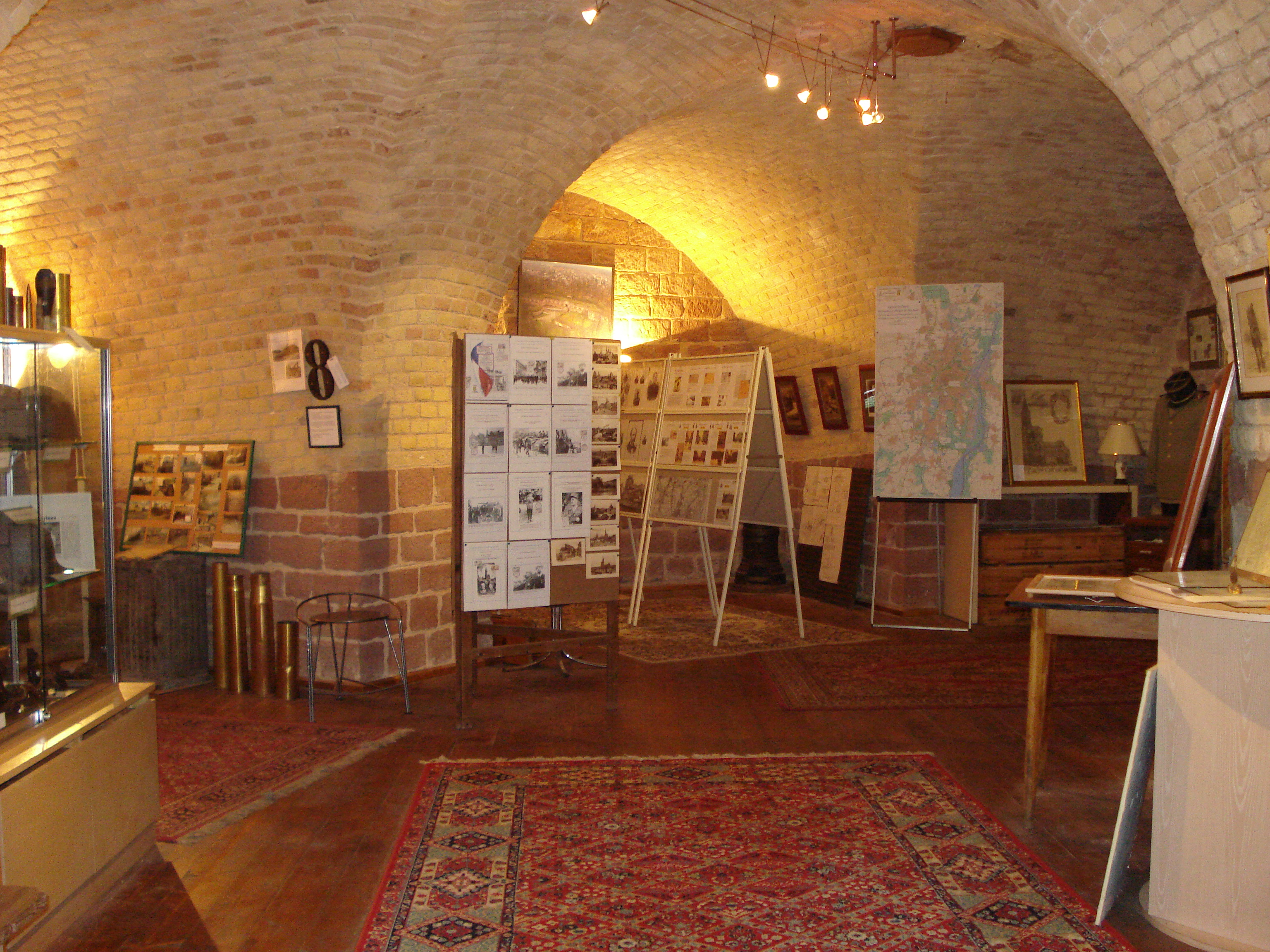
Museum